# Tjäderkullen
Tjäderkullen är ett naturreservat i Åsele kommun i Västerbottens län.
Området är naturskyddat sedan 2009 och är 100 hektar stort. Reservatet omfattar den delvis branta nordostsluttningen av Jenberget. Reservatet består till största delen av ur- och naturskogsartad granskog med ett stort lövinslag samt av flera mindre myrar och sumpskogsområden.